# Market Bosworth
Koordinaten: 52° 37′ N, 1° 24′ W

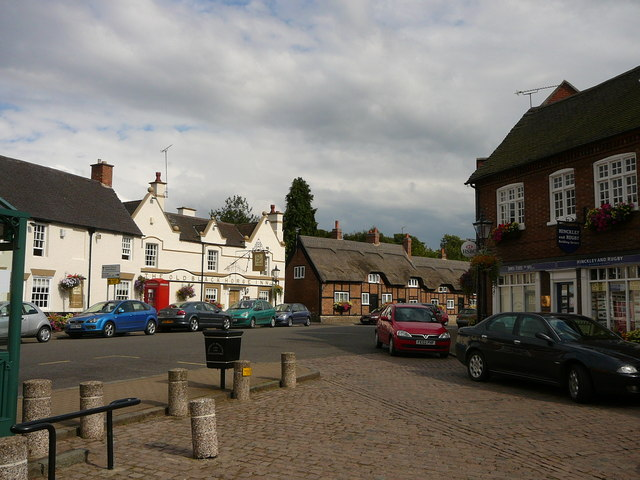
Market Bosworth – Marktplatz

Market Bosworth ist ein Ort und eine civil parish in Leicestershire, England mit 2097 Einwohnern (2011). Es gibt Siedlungsspuren aus der Bronzezeit im Bereich der civil parish und auch die Überreste einer römischen Villa wurden entdeckt.

## Geschichte
William I. gab zwei Herrensitze, die angelsächsischen Adligen gehörten an Robert de Beaumont, sowie dies im Doomsdaybook verzeichnet ist.
Am 12. Mai 1285 verlieh Edward I. dem Ort Bosworth das Recht, wöchentlich am Mittwoch einen Markt abzuhalten, und der Ort nahm den Zusatz "Market" an.
Am 22. August 1485 fand südlich des Ortes die Schlacht von Bosworth Field als die angeblich letzte Schlacht der Rosenkriege statt, in der Richard III tödlich verwundet wurde.
Im 16. Jahrhundert wechselte der Herrensitz von Bosworth Market mehrfach den Besitzer, bis er schließlich in den Besitz von Wolstan Dixie, dessen Großneffe Wolstan Dixie of Appleby Magna als erster Angehöriger der Familie in Market Bosworth lebte. 1601 wurde von ihm die Dixie Grammar School gegründet.

Im 17. Jahrhundert wurde mit dem Bau  dem Herrensitz Bosworth Hall einem Grade II geschützten
Kunstdenkmal begonnen. Das Haus wird heute als Hotel genutzt.

## Persönlichkeiten
- Thomas Simpson (1710–1761), Mathematiker